# Peter Ekström (konstnär)
Peter Ekström, född 1954 i Örebro, är en svensk bildkonstnär, konstpedagog och författare. Han var rektor för Örebro konstskola 2001-2020 och är redaktör för webbtidskriften Kulturdelen.

## Biografi
Ekström studerade konst vid Gerlesborgsskolan i Stockholm och var 1979 till 1985 layoutredaktör, teknisk chef och journalist på Folket i Bild Kulturfront i Stockholm. 1984 till 1985 gjorde han kortare inhopp som lärare i layout på Journalisthögskolan. 1985 började han som journalist på Nerikes Allehanda. 1986 till 1991 arbetade han som grafisk designer hos Formation Brass. Från 1986 verkade han som frilansjournalist. Från 1987 var han lärare i konsthistoria och konstteori på Örebro konstskola.
Ekström arbetade 1971 till 1975 med allaktivitetshuset Huset i Örebro. Han startade 1974 bildgruppen Klartext (tillsammans med Tomas Olsson med flera). 1987 startade han tidskriften Meteor (tillsammans med Thomas Sundin, Mats Gardefeldt, Nils-Göran Gustafsson med flera), som utkom med fyra nummer och lades ner 1989. Han startade 1994 utställningsverksamhet i Sankt Nicolaikyrkan i Örebro tillsammans med Claes Gabrielson, Jerk Alton och Mats Hermansson. Han utgav 1993 boken Bildernas förräderi.
Peter Ekström startade 1995 Åkerby Skulpturpark och tog initiativ till Åkerbystipendiet tillsammans med bland andra Hans Ekerbring och Mats Nilsson. Han var Åkerby Skulpturparks konstnärlige ledare 1995–2002. Han bildade 1995 tillsammans med Göran Danielson, Richard Brixel och Stig Olson konstnärsgruppen D4. Han var med och startade Stjärnholms Skulpturpark 1999 och var dess konstnärlige ledare 1999–2005. Han var konstnärlig ledare för utställningsverksamheten vid Frövifors Pappersbruksmuseum 2001–2003. 
Ekström var rektor för Örebro Konstskola 2001-2020 och var förste ordförande för FRIKS – Fria konstnärliga och hantverksinriktade utbildningar – 2005 till 2011 och åter igen 2017-2020. Han var förste ordförande för The Art of Sweden 2010. Han startade samma år webbtidskriften Kulturdelen tillsammans med bla Sten Wistrand och Åsa Jonsén. 2017 startade han, på uppdrag av Örebro Konstskola, konsttidskriften Ism som främst vände sig till unga vuxna. Den kom ut med sex nummer. Han satt 2016-2018 på regeringens uppdrag som ledamot i styrgruppen för Kulturbryggan.
Vid valet 2022 blev Ekström invald som ersättare i Örebro kommunfullmäktige, Örebro regionfullmäktige och Örebro kommuns kutur- och fritidsnämnd som representant för Vänsterpartiet.

## Produktion av utställningar
Peter Ekström har producerat utställningarna Mordplats Nora – Maria Langs mysterium (Nora bibliotek 1993–1994), Björnjägarn – Nils Rundgrens verk (Örebro konsthall 1995), Okonstmuseet (Kumla konsthall och Bryggeriet i Nora 2012, Örebro länsmuseum 2014).
Några av hans egna offentliga konstverk är Kraftord (Skärmarboda rastplats 1999) och Hyllning till Björnjägarn (Norrsjöns rastplats 1999) han har även utfört utsmyckningsuppdrag på Karlängsskolan i Nora.

## Representation och utmärkelser
Peter Ekström är bland annat representerad med verk på Örebro länsmuseum och Örebro läns landsting.
Ekström har ställt ut både i Sverige och utomlands.[källa behövs]
Han fick 1996 och 2018 motta Sveriges författarfonds arbetsstipendium och 2014 Örebro kommuns kulturpris.

## Källhänvisningar
- Brixel, Danielson, Ekström, Olsson, Nerikes allehanda, 1997, sid 71-94, Libris 7761038

1. ↑  "Örebro Konstkola". Konstiorebrolan.se. Läst 14 januari 2015.
2. ↑  "Om oss/kontakt". Kulturdelen.com. Läst 14 januari 2015.
3. ↑  "Folket i bild/Kulturfront". Libris. Läst 14 januari 2015.
4. ↑  "Meteor (Nora)". Libris. Läst 14 januari 2015.
5. ↑  Ekström, Peter (1993). Bildernas förräderi. Torsby: Heidrun. Libris 7768666. ISBN 918805618X
6. ↑  "Första skulpturen om tro på plats". SN.se, 2001-10-05. Läst 14 januari 2015.
7. ↑  Örebro läns museum
8. ↑  Konstsegment : en del av Örebro läns landstings konstinnehav, 1991, LIBRIS-ID:1282740, sid 166
9. ↑  Jonsén, Åsa (2014-02-28): "Peter Ekström – vinnare av Årets kulturpris!". Kulturdelen.com. Läst 14 januari 2015.